# Grytøyrfjellet
Das Grytøyrfjellet ist ein wuchtiger, 2695 m hoher Berg mit eisbedecktem Gipfel im ostantarktischen Königin-Maud-Land. Er ragt zwischen dem Gletscher Flogeken und dem Stuttflogbreen im Gablenz-Rücken des Mühlig-Hofmann-Gebirges auf.
Norwegische Kartografen kartierten ihn anhand von Vermessungen und Luftaufnahmen der Dritten Norwegischen Antarktisexpedition (1956–1960). Namensgeber ist der norwegische Meteorologe Bjørn Grytøyr (* 1933), Teilnehmer an dieser Forschungsreise.